# Parabelflug
Als Parabelflug wird ein besonderes Flugmanöver bezeichnet, bei dem das Flugzeug eine zur Erdoberfläche geöffnete Wurfparabel beschreibt. Der Zweck dieses Manövers ist das Erreichen von Schwerelosigkeit oder die Simulation einer verminderten Schwerkraft, wie z. B. der Mond- oder Marsgravitation. In der Praxis werden meist 5 bis 30 Parabeln hintereinander geflogen.

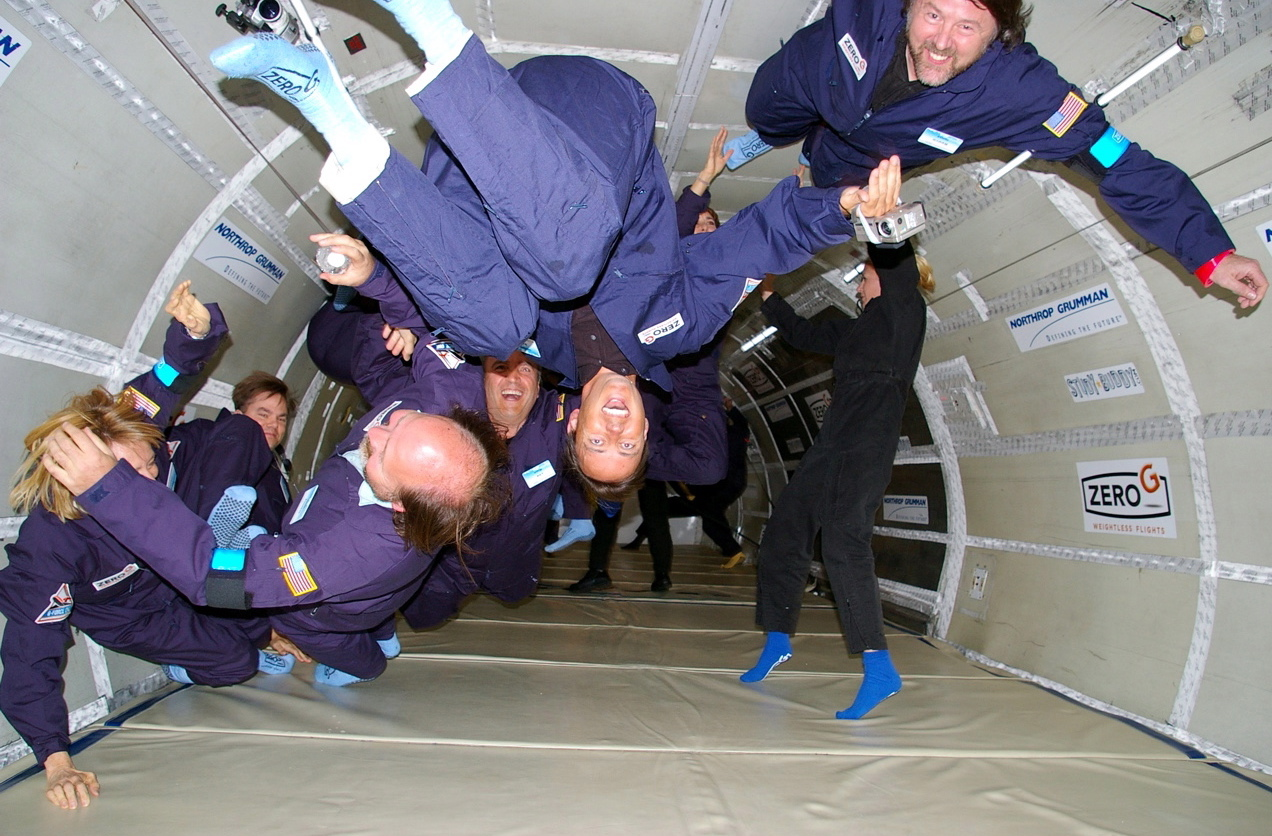
Schwerelosigkeit während eines Parabelfluges

Beim Einleiten des Steigfluges sowie beim Abfangen des Sturzfluges herrscht im Flugzeug nahezu doppelte Schwere, zusammengesetzt aus der Gravitation und der dabei etwa ebenso starken Trägheitskraft. Dies wird auch als Hyperschwerkraft bezeichnet. Das Konzept des Parabelflugs wurde 1950 in den USA von Fritz Haber und Heinz Haber entwickelt.

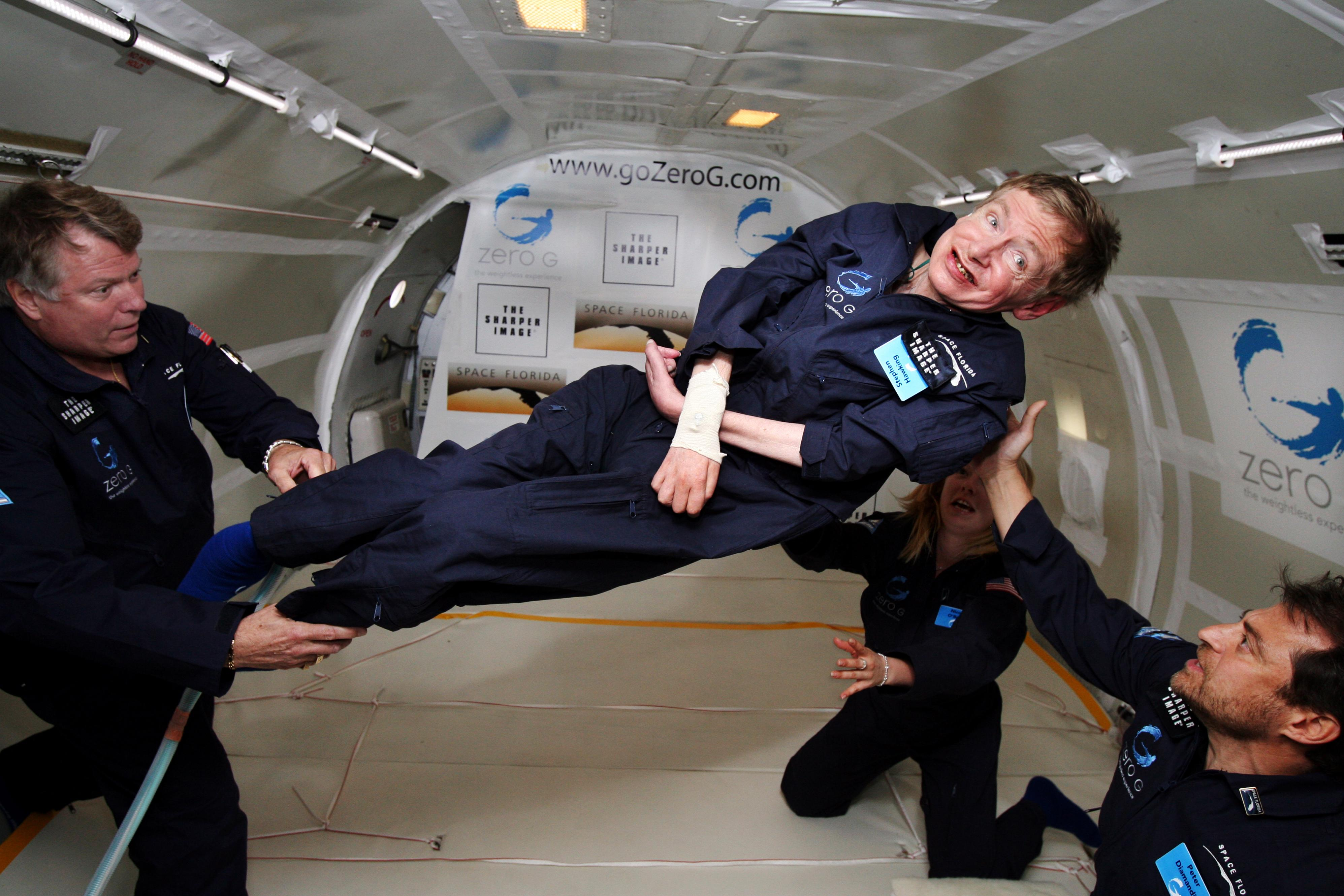
Der britische Physiker Stephen Hawking bei einem Parabelflug, 2007

## Ablauf

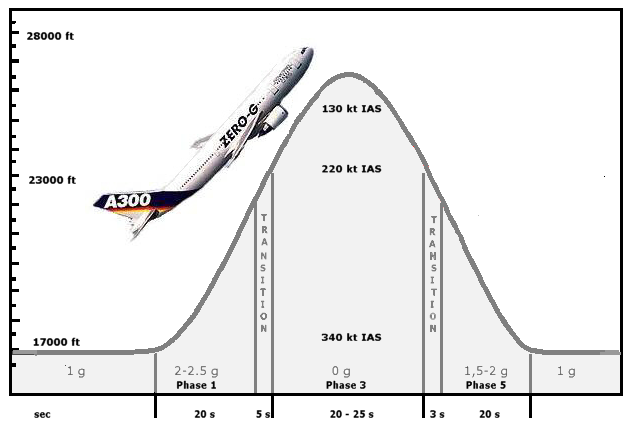
Phasen eines Parabelfluges

Zur Eingewöhnung können auch flachere Parabeln geflogen werden, die die Schwerkraft auf der Oberfläche des Mars (0,38 g) oder Mondes (0,16 g) simulieren, bevor in mehreren wellenartigen Flügen Schwerelosigkeit ermöglicht wird.
1. Die Maschine fliegt zuerst horizontal mit Höchstgeschwindigkeit, etwa 800 km/h oder 220 m/s. Sie geht dann in einer 1. Phase in einen Steigflug über, bis ein Neigungswinkel von 47° erreicht wird. Während dieser Phase herrscht in der Maschine etwa die doppelte Erdbeschleunigung. Die horizontale Komponente der Geschwindigkeit beträgt, ähnlich wie die vertikale, rund 550 km/h oder 150 m/s.
2. In der normalerweise etwa 5 Sekunden andauernden 2. Phase, einer Transitionsphase, werden die Triebwerke gedrosselt, sodass der Schub nur den Luftwiderstand ausgleicht und das Flugzeug langsamer wird. In dieser Phase kann man eine deutliche Schwerkraftabnahme spüren, ähnlich wie wenn in einem normalen Flug der Landeanflug eingeleitet wird.
3. Die 3. Phase ist der eigentliche Parabelflug. Der Pilot drückt den Steuerknüppel leicht nach vorne, so dass die Maschine einer Wurfparabel folgt. Die Passagiere im Innern befinden sich nun in weitestgehender Schwerelosigkeit (Mikrogravitation). Dabei steigt die Maschine zunächst weiter mit abnehmender Vertikalgeschwindigkeit und abnehmendem Winkel, bis sie die Maximalhöhe, abhängig vom Flugzeugtyp, etwa 7000 bis 8500 m (23.000–28.000 ft), erreicht. Danach sinkt die Maschine wieder mit zunehmender Vertikalgeschwindigkeit. Die Vertikalbewegung in Zusammenhang mit der Fluggeschwindigkeit ist in der gesamten 3. Phase so wie ein freier Fall. Die Dauer der Schwerelosigkeit beträgt im Durchschnitt rund 22 Sekunden, dies entspricht einer vertikalen Anfangs- bzw. Endgeschwindigkeit von etwa 108 m/s oder 390 km/h und einem Höhenunterschied jeweils von knapp 600 m.
4. In der 4. Phase (einer weiteren Transitionsphase) leitet der Pilot bei einem Bahnneigungswinkel von rund −45° die Schwerelosigkeit gleichmäßig aus, damit in der Kabine alle Personen sanft auf den Boden zurückkommen.
5. In der 5. Phase wird der Sturzflug nun durch Ziehen des Höhenruders abgefangen, die Triebwerke werden wieder hochgefahren. Hierbei herrschen wiederum etwa 2 g. Dieser Vorgang dauert 20 Sekunden.

Nach einer Pause von etwa zwei Minuten im Horizontalflug wird dann die nächste Parabel begonnen.

## Medizinische Auswirkung
Durch die Beschleunigung und die Steilflüge senden Augen und Gleichgewichtsorgane Informationen an das Gehirn, die inhaltlich nicht zusammenpassen. Einige Menschen reagieren auf die schnellen Schwerkraftwechsel bei einem Parabelflug mit Übelkeit oder Brechreiz. Daher werden vor einem solchen Flug Antiemetika verabreicht, meist Scopolamin. Wegen der unangenehmen Symptome bei vielen Teilnehmern tragen die Flugzeuge, mit denen solche Flüge durchgeführt werden, auch gelegentlich den Spitznamen „Kotzbomber“. Die US-Raumfahrtbehörde NASA nennt ihre für Parabelflüge verwendete Boeing KC-135 „Vomit Comet“, also Kotzkomet.

## Anwendungen

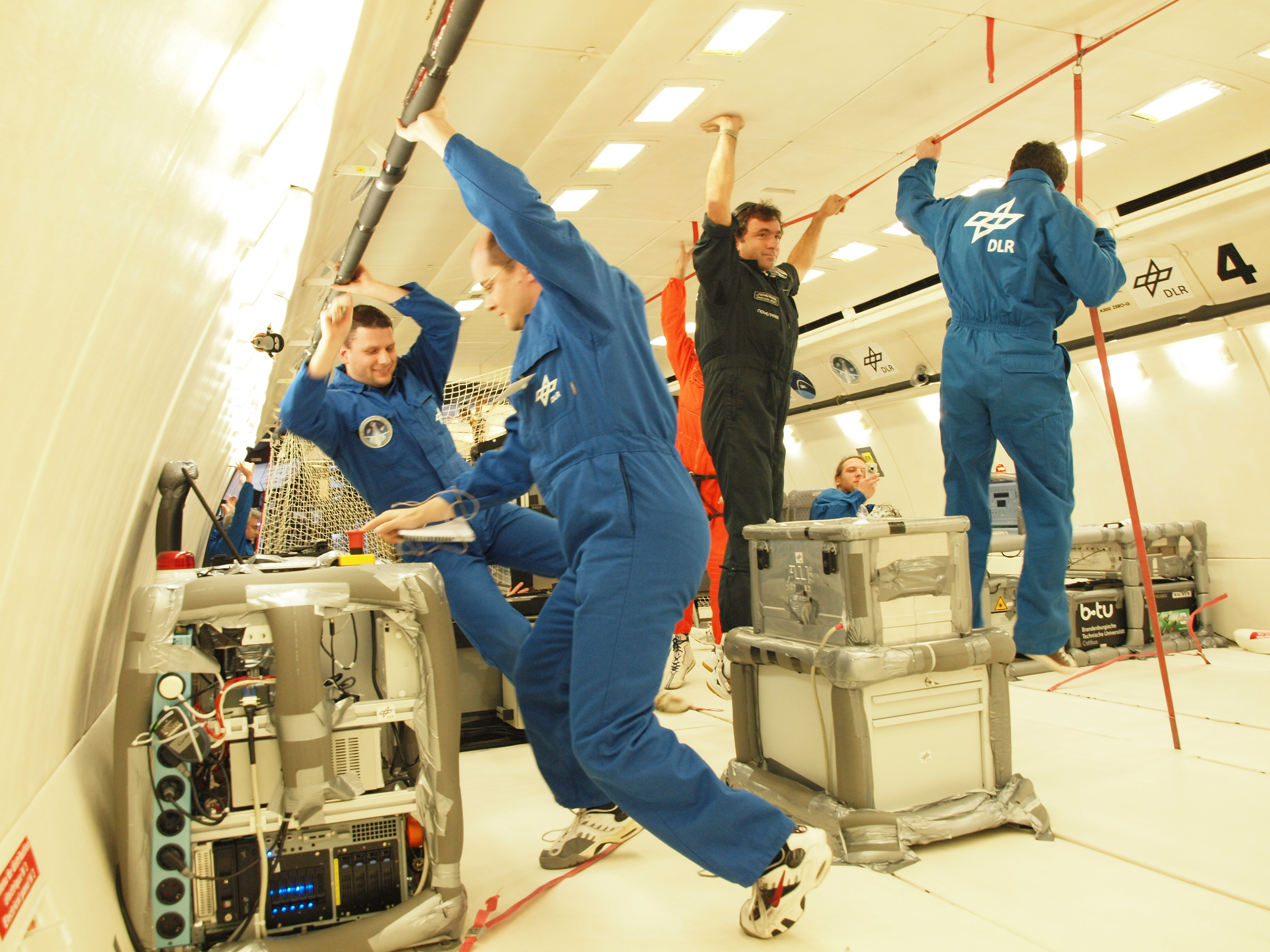
16. Parabelflugkampagne der DLR: Während der Schwerelosigkeit müssen sich die Forscher gut festhalten, um die Geräte zu bedienen.

- Erprobung von Geräten, die  im Weltraum unter Schwerelosigkeit arbeiten sollen. Flammen, Flüssigkeiten, Gase, Sand und andere Materialien verhalten sich unter schwerelosen Bedingungen teilweise völlig anders als auf dem Erdboden.
- Naturwissenschaftliche Experimente zur Fluiddynamik, Materialwissenschaft oder Chemie unter Schwerelosigkeit.
- Biologische Experimente zur Gravitaxis.
- Simulation einer verminderten Schwerkraft, wie sie etwa auf dem Mond oder auf dem Mars herrscht.
- Einige Weltraumszenen des Films Apollo 13 wurden während Parabelflügen gedreht, um die im Weltraum herrschende Schwerelosigkeit nachzuahmen.
- Durch einen Parabelflug kann ein Flugzeug in eine Höhe gelangen, in der es sich wegen eines zu geringen Luftdrucks nicht dauerhaft halten kann. Auf diese Weise wurde 1977 von einer sowjetischen Mikojan.Gurewitsch MiG-25 der Höhenweltrekord für Strahlflugzeuge aufgestellt. Das Flugzeug erreichte dabei eine Höhe von 37,65 km.

## Geeignete Flugzeugtypen

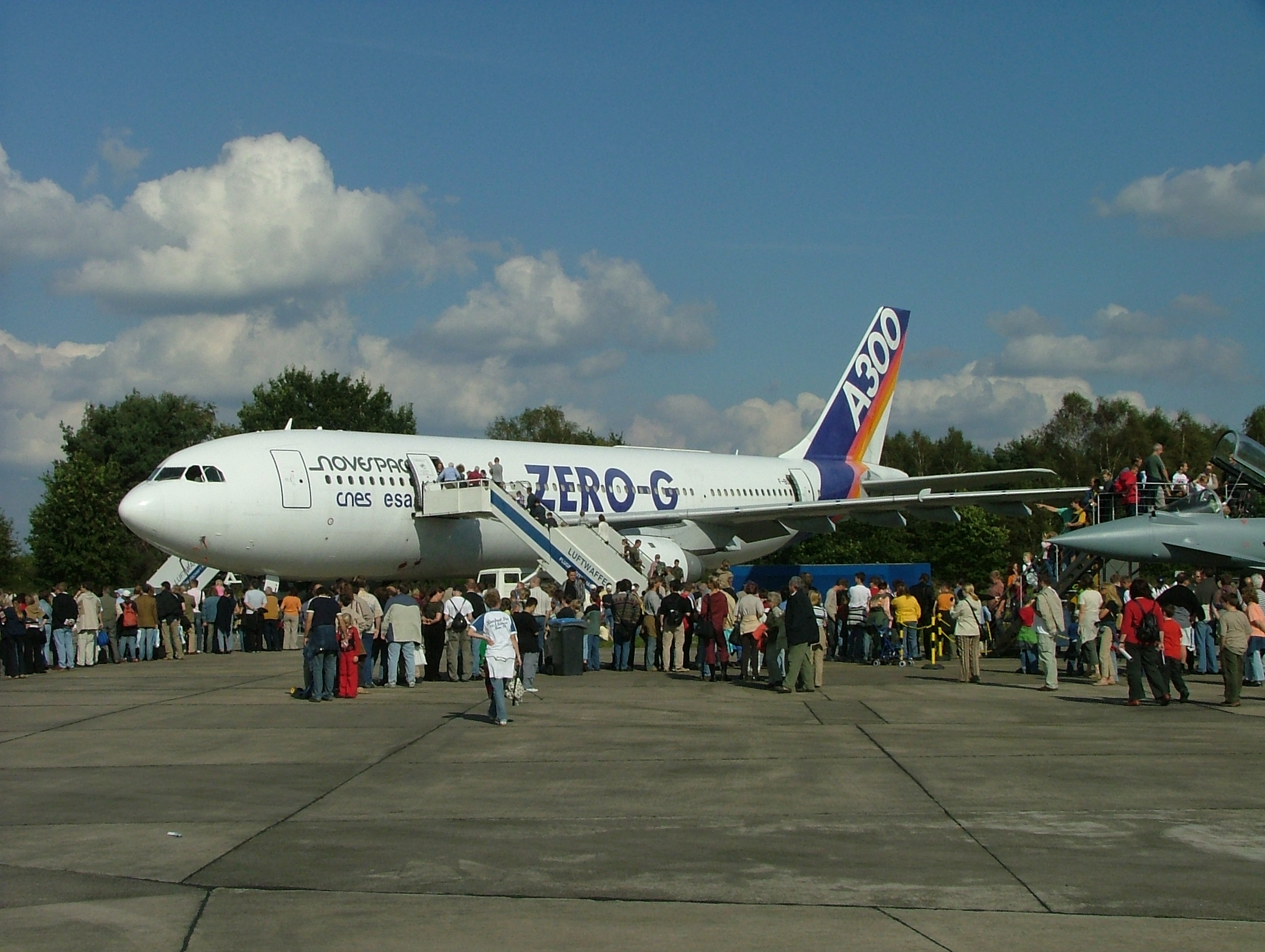
Airbus A300-ZERO-G

Grundsätzlich können mit jedem Flugzeug Parabeln geflogen werden. Zum Einsatz kommen aber meist leicht modifizierte große Strahlflugzeuge. Vorteilhaft ist ein weiter Innenraum, der genug Platz für Experimente und zum freien Schweben bietet. Beispiele sind eine Ilyushin Il-76 bei der russischen Raumfahrtbehörde, eine Boeing KC-135, eine Douglas DC-9 bei der NASA und ein Airbus A300 ZERO-G bei der ESA. Auch Touristen können bei Air Zero G in Bordeaux mit einem Airbus A310 an Parabelflügen teilnehmen. Air Zero G veranstaltet bis zu sechs dieser Flüge pro Jahr und das für 7500 Euro pro Person. In den USA bietet die Zero Gravity Corporation ebenfalls Parabelflüge mit einer Boeing 727 und dem Airbus A300 der ESA an.
Auch mit Kleinflugzeugen und sogar Segelflugzeugen können Parabelflüge durchgeführt werden. Aber freies Schweben ist dabei auf Grund des fehlenden Platzes nur eingeschränkt möglich. Die maximale Zeit in Schwerelosigkeit wird durch die maximale zulässige Geschwindigkeit des Flugzeugs bestimmt.